# GN-002 力天使GUNDAM
GN-002 力天使GUNDAM（英語：GN-002 Gundam Dynames），為日本科幻動畫作品《機動戰士GUNDAM 00》中登場的機動戰士（Mobile Suit），由洛克昂·史特拉托斯（尼爾·狄蘭迪）所駕駛。

## 介紹
力天使GUNDAM是以射擊戰為主的機體，除了標準配備的GN狙擊步槍，還存在可配合各種任務選用的多種槍支。
本機在進行精密瞄準的射擊時，頭部會變形為狙擊模式，露出被藏起來的高精度攝影器，同時駕駛艙內也會出現步槍型的專用操縱桿，供洛奧作狙擊用。
另一方面，本機幾乎沒有格鬥戰用的武器，武裝幾乎都是遠距離射擊武器，其設計的想法與擅長格鬥戰的能天使GUNDAM完全相反。
名稱源自於九大天使階級之一的「能天使」的別名（希臘語：Dynamis；不是力天使）。

## 重要戰鬥史

### 第一季

#### 第1話
首度出擊，於AEU軌道電梯地面支援能天使GUNDAM，狙擊空中的暴徒式。

#### 第5話
首次、也是唯一一次使用超高濃度GN粒子狙擊槍，狙擊位於大氣層邊沿、因地球重力而即將墮落之低軌道環重力區，使區內所有平民全數獲救。

#### 第12話
在武力介入阿札迪斯坦王國的政變後，與國聯駕駛員葛拉漢短暫交戰，被迫首次使用GN粒子束軍刀。

#### 第15話
在塔克拉馬干沙漠遭聯合國軍伏擊，於被國聯超限旗幟式部隊俘虜時，因座天使GUNDAM一型介入，而成功逃出。

#### 第21話
迎戰聯合國軍之厄運式；為保護正處於癱瘓狀態的德天使GUNDAM，以機身擋下敵方之光束軍刀，駕駛艙受損。

#### 第23話
首次也是唯一一次使用「GN裝甲模組D型」，並與阿里·亞爾·沙瑟斯俘虜之座天使GUNDAM二型交戰。
「GN裝甲模組」被擊毀，機體右側再被國聯駕駛員戴瑞爾自殺式攻擊後，即被座天使GUNDAM二型以GN獠牙重創。
失去頭部，右臂及雙腿之力天使GUNDAM被黃色哈囉帶回天上人母艦。

### 劇場版
修復型由洛奧（萊爾.狄爾提）駕駛出擊，拯救在蒙古被外太空生命體ELS襲擊的天上人駕駛員阿路耶和瑪莉。

## 裝備

### 武裝

#### GN狙擊步槍
力天使GUNDAM專用的長距離狙擊用步槍 (英語：GN Sniper Rifle)，而使用此武器需要非常優秀的射擊技術。
連射能力低，但能夠從敵軍的偵察區外射擊，射出的GN光束威力足以一擊摧毀敵機。

#### GN粒子束手槍
GN粒子束手槍 (英語：GN Beam Pistol) 裝備在掛於腿部的專用槍套。
GN狙擊步槍是大型武器，不善於連射或狹窄地形(例如基地)，而本武器較小且可以連射，適合用在中距離以內，面對大量敵機的狀況，但威力較GN狙擊步槍弱。
力天使還可以撘載額外6把GN粒子束手槍，但因為不符合洛克昂的戰鬥風格而取消。

#### GN粒子束軍刀
射擊戰特化型的力天使GUNDAM唯一的格鬥戰武器，收納在腰後。
力天使的GN光束劍  ，擁有不亞於其他GUNDAM的GN光束劍的威力。
然而這武器是萬不得已才使用，在敵機接近的情況下，洛克昂仍會以GN粒子束手槍，盡量拉開與敵機的距離，以確保自己的優勢。

#### GN盾牌

##### GN小型盾牌
高強度的E-碳纖維製GN盾牌。
由於GN狙擊步槍通常交由右手控制，所以GN盾牌安裝在左肩。
與座天使GUNDAM一型相同，因設計上問題，所以基本上是以回避為主（沒有GN全覆護盾時）。

##### GN全覆護盾
在第一季第6話初登場，是由伊恩所開發的新裝備。除一般的GN盾牌外，追加了大型的GN全覆護盾的完全防禦裝備。
全覆護盾在機體前方展開時，儘管機體的運動上受限，但可發揮較高的防禦力。
GN全覆護盾可在機體週遭的廣大範圍內活動，其控制由哈囉負責，使洛克昂可以把精神力集中在射擊上。
R2的是半透明，可以因環境改變顏色。在設計上還可以作額外6把GN粒子束手槍的倉庫，但因為不符合洛克昂的戰鬥風格而取消。

#### GN飛彈
24發GN飛彈 ，從裙甲（16發）和腿部膝蓋處（左右腿各4發）開啟後發射。
含有帶電GN粒子，可作為被敵機接近時，拉開敵機距離用。

### 特殊裝置

#### Trans-AM系統
啟動Trans-AM系統的GUNDAM，能夠完全解放儲存在機體內的高濃度壓縮之GN粒子，使GUNDAM在短短3分鐘內發揮平常300%的威力。
此時傳送GN粒子的電纜會變成紅色，漂浮在機體周圍的GN粒子也是高濃度狀態，所以整台GUNDAM看起來就變成了紅色。另一方面，Trans-AM系統結束後，機體內的粒子會被耗盡到接近底限，此時性能大幅下降。
僅在總集篇中，使用GN武裝戰機D型時使用，沒有單機使用。

#### 外壁迷彩膜
外壁迷彩膜（英語：Camouflage Paint Membrane）為GUNDAM待機時候使用，使機體成隱形狀態。

#### GN容器
腳部膝關節以及手肘关节，各装备有2個GN容器（英語：GN Condenser），胸部有1個GN容器，頭部有1個GN容器。
平常時儲存GN粒子，戰鬥時可以釋放出來增加出力。

#### 魚雷裝備
增強了狙擊水中目標的能力；能夠攻擊水中的敵機，但自己卻完全不下水。
特別之處在於可一分為二能夠發射GN魚雷的槍，與水中偵察和控制GN魚雷的傳感器。GN魚雷以GN粒子作為推進力，命中敵人後噴出高能量GN粒子，從內部破壞敵人。

#### 超高濃度GN粒子狙擊槍
超高濃度GN粒子狙擊槍（英語：Super Substratospheric Altitude Gun）可直接由地面狙擊約於大氣層邊緣的太空。

## 外掛裝備

### GN武裝戰機D型
GN武裝戰機D型（英語：GN Arms Type-D）為天上人為力天使GUNDAM開發的外掛裝備。
GN武裝戰機D型可單獨進行作戰，也可與集裝箱或強襲集裝箱結合，亦可變形為「GN Armor」與力天使連結。
为了应对大型敌机而开发，武装为两把附光束步枪型GN实体巨剑，以及两门GN光束加农，同时拥有展开GN力场的能力。
- 武裝：
  - GN飛彈（GN Missile）×180
  - GN二合步槍（ GN Twin Rifle）
  - GN加農炮（GN Cannon）×2
  - GN力場（GN Field）
  - 爪（Claw）×2

## 變化型

### GN-002/DG014 魚雷型力天使GUNDAM
官方外傳《機動戰士GUNDAM 00V》和《機動戰士GUNDAM 00F》中登場。
- 高度：18.3公尺
- 重量：66.0公噸（魚雷型裝備重量6.9公噸）
- 武裝：
  - DG014 GN魚雷槍(DG014 GN Torpedo Launcher)
  - GN飛彈(GN Missile)×24
  - GN粒子束軍刀（GN Beam Saber）×2

- 特殊裝置：
  - Trans-AM系統（Trans-AM System）

- 名稱由來

型號中的「DG014」是「力天使GUNDAM的第十四把專用槍」的意思，至於是不是真的有十四把槍則無從確認。

### GN-002RE 力天使GUNDAM修復型
2314年劇場版中登場，由天人改修的力天使鋼彈。

武裝方面，去除了光束軍刀及GN手槍，並在大腿後側加裝GN推進器，使用天上人最新的技術修改，性能方面大大提高。

### GN-002RE3 力天使GUNDAM修復型Ⅲ
於機動戰士鋼彈00 10週年紀念活動「鋼彈00音樂節10“Re:vision”」發表，登場於ELS大戰之後至剎那歸來前的50年間。
運用第五世代機體最新技術將力天使鋼彈修復為「力天使鋼彈 Repair Ⅲ」，交由擁有與提耶利亞相同的樣貌、DNA 與記憶的變革者雷提西亞・厄德駕駛。
採用新型擬似太陽爐作為動力，機體融入力天使鋼彈、德天使鋼彈、中性鋼彈的特色，搭載GN火箭炮、兩枚內藏加農砲的GN盾牌、GN光束軍刀等，高度汎用性可適應各類任務。
配備了基於德天使鋼彈的GN火箭炮的最新技術。即使在擬似太陽爐和GN電容中運行時，它也可提供最大的破壞力。可單手發射，但是在爆發模式下，若要使用最大功率發射，則必須將其固定到胸部，將槍管滑出，然後雙手握住它。也可以通過將其固定在腰部或肩膀上來使用，雖然它是大型武器，但操作起來卻容易得多。
兩肩上有與量子型00類似的機械臂護盾，可展開GN力場並使用內藏的GN加農砲，是攻防一體的武器。可藉由調整粒子量作為推進器。可從機械臂上卸下，重新組合成類似中性鋼彈所使用的大型盾牌。